# Dandlberg (Tittmoning)
Dandlberg ist ein Gemeindeteil der Stadt Tittmoning im oberbayerischen Landkreis Traunstein. Der Weiler liegt circa einen Kilometer westlich von Tittmoning.

## Baudenkmäler
Siehe auch: Liste der Baudenkmäler in Tittmoning#Weitere Ortsteile
- Feldkapelle, erbaut 1818